# Gaslykta

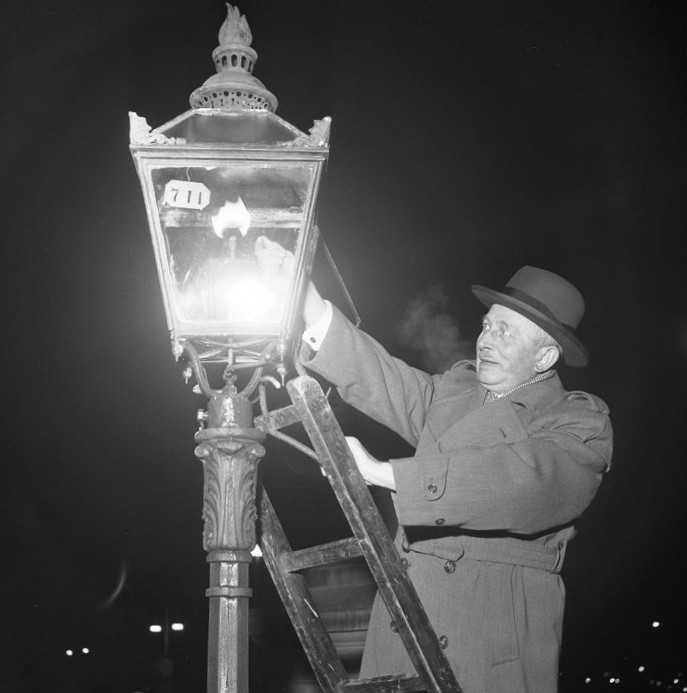
"Lyktgubben" Gustav A. Hallqvist tänder sin sista lykta på Norrbro i samband med 100-årsjubileet för gas i Stockholm, december 1953.

Gaslykta är en lykta med gas som bränsle. Innan elektriciteten kom användes gaslyktor som gatlyktor, vilka drevs med stadsgas.
1902 infördes i Strömstad gaslyktor som drevs med acetylen.
Det finns även mindre, bärbara gaslyktor, som påminner om fotogenlampor.
I en karbidlampa alstras den brännbara gasen acetylen genom att kalciumkarbid droppvis begjutes med vatten. Karbidlampor har förekommit som cykellykta och billykta i början på 1900-talet och som tältlykta i militärtält i mitten på 1900-talet. När all utvinnbar acetylen erhållits, återstår en illaluktande vit sörja. Karbidlyktan ger ett intensivt, vitt ljus, och det räcker med någon deciliter karbid plus lika mycket vatten för att hålla en lykta lysande hela natten. Acetylengasen är giftig och explosiv och har orsakat olyckor.